# Грег Сайпс
Грегорі Майкл Сайпс (нар. 4 січня 1980) — американський актор. Актор озвучення персонажа Хлопчика-звіра в Teen Titans, Teen Titans Go! і Young Justice: Outsiders, Чіро в Super Robot Monkey Team Hyperforce Go!, Кевін Левін у фільмі «Бен 10», Мікеланджело у випуску «Черепашок-ніндзя» 2012 року та Сплейт із RoboSplaat!. Він знявся в телесеріалі «Дівчата Гілмор», в епізоді четвертого сезону «Великий вечір Теда Коппела» та «Дедвуд». Сіпес також зіграв гостьову роль в епізоді Ghost Whisperer в епізоді «Love Still Won't Die». Він з'явився як фріган у шостому епізоді серіалу Bones "The Body and the Bounty". Він також грав чоловіка, який таборується у дворі Розанни в її серіалі «Горіхи Розанни». З 2009 по 2018 рік він з’являвся в повторюваній ролі Чака, вільного колеги Майка Гека, у телесеріалі ABC The Middle. Його кінокар’єра включає роль Дуайта Мюллера у фільмі «Форсаж», Ріда у фільмі National Lampoon’s Pledge This!, Сем у Vile та багато іншого.

## Раннє життя
Сайпс народився в Корал-Спрінгс, штат Флорида, 4 січня 1980 року. У дитинстві він був завзятим серфінгістом, який виграв кілька змагань, зрештою посів третє місце серед юніорів.

## Кар'єра
Сайпс озвучує Beast Boy в мультсеріалі «Юні Титани» та Кевіна Левіна в «Бені 10». Він також озвучує Stinkfly у медіа-франшизі Ben 10 reboot. Він повторив роль хлопчика-звіра у спін-оффі серіалу «Юні титани вперед!», а також відеоігри Teen Titans, відеоігрову адаптацію серіалу та онлайн-гру DC Universe Online. Він озвучив Атласа в аніме-серіалі Astro Boy у 2003 році, а також Чіро в Super Robot Monkey Team Hyperforce Go! у 2004 році. Він також згадується в коміксі Teen Titans Go #26 як каскадер на ім'я Крейг Снайпс. У 2012 році він почав працювати над фільмом Nickelodeon « Черепашки-ніндзя», озвучуючи Мікеланджело.  Він також озвучив Ту в «Легенді про Корру».
Чотири з його ролей мають любовні інтереси, які озвучує Ешлі Джонсон (Терра в «Юних титанах», Джинмей в «Команді суперроботів-мавп Hyperforce Go!», Гвен Теннісон у «Бені-10» та Ренет у «Черепашках-ніндзя»).
Сайпс неодноразово з’являвся на телебаченні, як у рекламі, так і в телевізійних програмах. Він був одним із семи друзів у реаліті-шоу MTV Twentyfourseven. Сіпес виступив у гостях на One on One як Butter, одного з учасників групи Арназа Балларда. Він зіграв головну роль у House MD в епізоді Family як продавець тростини. Він знявся в телесеріалі «Дівчата Гілмор», в епізоді четвертого сезону «Великий вечір Теда Коппела» та «Дедвуд». Сіпес також зіграв гостьову роль в епізоді Ghost Whisperer в епізоді «Love Still Won't Die». Він з'явився як фріган у шостому епізоді серіалу Bones "The Body and the Bounty". Він також грав чоловіка, який таборується у дворі Розанни в її серіалі «Горіхи Розанни». З 2009 по 2018 рік він з’являвся в повторюваній ролі Чака, вільного колеги Майка Гека, у телесеріалі ABC The Middle.
Сайпс є фронтменом реггі / хіп-хоп гурту Cipes and the People. Гурт отримав прихильників у Південній Каліфорнії та інших частинах Сполучених Штатів та Азії. Їхній перший альбом, Conscious Revolution, був випущений High Valley Entertainment 18 вересня 2007 року. У пісні «Rescue» у дебютному альбомі Conscious Revolution 2007 року виступає поп-зірка-підліток Джессі Маккартні. Сіпес також працює співаком у клубах Лос-Анджелеса. Він випустив музичні кліпи на пісні «Fade Away», «Free Me» і «Oh Why Oh Why (Greg Cipes and Jah Sun)».
Сайпс був диктором Cartoon Network з липня по жовтень 2008 року. У квітні 2017 року він і Кевін Коулстон створили на Kickstarter нову анімаційну політичну пародійну серію impov під назвою A Fowl American. Події розгортаються на планеті Земля, де людство було знищено. Землею правлять тварини, але президент Рамп, пародія на 45-го президента США Дональда Трампа, має намір повторити історію.

## Особисте життя
Починаючи з восьми років, Сайпс дотримується вегетаріанської дієти. У 2009 році він став веганом. Він був вихований месіанським євреєм і визначений як «єврей-християнин» у 2019 році, хоча раніше він ідентифікував себе як нерелігійний у 2017 році, заявивши, що «вільний від психічного рабства та лицемірства», і жартував, що він «віруючий». у собаки».". Сайпс пережив рак шкіри.

## Фільмографія

### Озвучування ролей

#### Мультфільми
| Рік                    | Серіал                                          | Примітки                                     |
| ---------------------- | ----------------------------------------------- | -------------------------------------------- |
| 19 липня 2003–2006     | Teen Titans                                     |                                              |
| 13 вересня 2003–2005   | All Grown Up!                                   | 2 episodes                                   |
| 7 грудня 2003          | Justice League                                  | Ep. "Wild Cards" Parts 1 & 2                 |
| 11 грудня 2003         | Whatever Happened to... Robot Jones?            | Ep. "Summer Camp/Rules of Dating"            |
| 31 січня 2004–2007     | Astro Boy                                       | English dub                                  |
| 30 липня 2004          | Rocket Power                                    | Ep. "The Big Day: Part 1"                    |
| 14 вересня 2004        | Father of the Pride                             | 3 episodes                                   |
| 18 вересня 2004–2006   | Super Robot Monkey Team Hyperforce Go!          | First main protagonist to be voiced by Cipes |
| 18 грудня 2004         | W.I.T.C.H.                                      |                                              |
| 31 липня 2005          | Totally Spies!                                  | 3 episodes                                   |
| 2007-2008              | Fifi and the Flowerstots                        | US Dub                                       |
| 18 квітня 2008–2010    | Бен 10: Інопланетна сила                        |                                              |
| 11 лютого 2010–2020    | SciGirls                                        |                                              |
| 20 лютого 2010         | Kick Buttowski: Suburban Daredevil              |                                              |
| 23 квітня 2010–2012    | Ben 10: Ultimate Alien                          |                                              |
| 25 лютого 2011–2013    | Fish Hooks                                      | 8 Episodes                                   |
| 22 березня 2012        | Generator Rex                                   | Ep. Rock My World                            |
| 1 квітня 2012–2017     | Ultimate Spider-Man                             |                                              |
| 14 квітня 2012–2014    | The Legend of Korra                             |                                              |
| 15 липня 2012–2016     | Gravity Falls                                   |                                              |
| 22 вересня 2012–2014   | Ben 10: Omniverse                               |                                              |
| 29 вересня 2012–2017   | Teenage Mutant Ninja Turtles                    |                                              |
| 2 листопада 2012       | Star Wars: The Clone Wars                       | 4 episodes                                   |
| 26 листопада 2012      | The High Fructose Adventures of Annoying Orange | Ep. "Generic Holiday Special"                |
| 26 грудня 2012         | Generator Rex                                   | Ep. "Rock My World"                          |
| 23 квітня 2013–present | Teen Titans Go!                                 |                                              |
| 5 листопада 2013       | Lego Marvel Super Heroes: Maximum Overload      |                                              |
| 22 червня 2014         | Robot Chicken                                   | Ep. "Super Guitario Center"                  |
| 18 липня 2014          | The Fairly OddParents                           | Ep. "Dimmsdale Tales"                        |
| 19 липня 2014          | Robot and Monster                               | Ep. "Monster Hit"                            |
| 16 січня 2015–2018     | The Adventures of Puss in Boots                 |                                              |
| 2 травня 2016          | The Loud House                                  |                                              |
| 1 жовтня 2016–2019     | Star vs. the Forces of Evil                     |                                              |
| 5 вересня 2018         | Mighty Magiswords                               |                                              |
| 1 жовтня 2016          | Ben 10                                          |                                              |
| 3 жовтня 2016–2019     | Milo Murphy's Law                               |                                              |
| 14 січня 2018          | Месники, усі разом                              | Ep. "The Immortal Weapon"                    |
| 25 січня 2019          | Young Justice                                   |                                              |
| 25 січня 2019–2020     | Rise of the Teenage Mutant Ninja Turtles        | 5 episodes                                   |
| 18 квітня 2020         | DuckTales                                       | 2 episodes                                   |
| 9 листопада 2020       | The Mighty Ones                                 | Ep. Creepy Caterpillar/Code of Silence       |
| 19 листопада 2020      | Cleopatra in Space                              | Ep. Cyrano                                   |

#### Фільми
| Рік             | Серіал                                                            | Роль                                                                                   | Джерело |
| --------------- | ----------------------------------------------------------------- | -------------------------------------------------------------------------------------- | ------- |
| 2005            | Super Robot Monkey Team Hyperforce Go! Фільм: Я, Сага про Чіро    | Чіро, Глені                                                                            |         |
| 14 квітня 2006  | Дика природа                                                      | Райан                                                                                  | [ 10 ]  |
| 15 вересня 2006 | Юні Титани: Проблеми в Токіо                                      | Хлопчик-звір                                                                           | [ 10 ]  |
| 12 липня 2016   | Lego DC Comics Super Heroes: Justice League: Gotham City Breakout | Хлопчик-звір                                                                           | [ 10 ]  |
| 23 серпня 2016  | DC Super Hero Girls: Героїня року                                 | Хлопчик-звір                                                                           | [ 10 ]  |
| 25 жовтня 2016  | Тролланд                                                          | Флінт, Клорг, Опенхоп                                                                  | [ 10 ]  |
| 23 травня 2017  | DC Super Hero Girls: Міжгалактичні ігри                           | Хлопчик-звір                                                                           | [ 10 ]  |
| 25 липня 2017   | Lego DC Super Hero Girls: Brain Drain                             | Хлопчик-звір                                                                           | [ 10 ]  |
| 1 травня 2018   | Lego DC Super Hero Girls: Super-Villain High                      | Хлопчик-звір                                                                           | [ 10 ]  |
| 22 липня 2018   | Teen Titans Go! В кіно                                            | Хлопчик-звір                                                                           | [ 11 ]  |
| 2 жовтня 2018   | DC Super Hero Girls: Legends of Atlantis                          | Хлопчик-звір                                                                           | [ 10 ]  |
| 24 вересня 2019 | Teen Titans Go! проти Юні Титани                                  | Хлопчик-звір                                                                           | [ 12 ]  |
| 10 жовтня 2020  | Бен 10 проти всесвіту: фільм                                      | Кевін 11 (як Bashmouth, Crystalfist, Rush, Hot shot, Dark Matter, Quad Smack, Bootleg) |         |
| 20 липня 2021   | Teen Titans Go! Дивіться Space Jam                                | Хлопчик-звір                                                                           |         |
| 24 травня 2022  | Teen Titans Go! & DC Super Hero Girls: Mayhem in the Multiverse   | Хлопчик-звір                                                                           | [ 10 ]  |

#### Відеоігри
| Рік               | Серія                                            | Роль             | Джерело |
| ----------------- | ------------------------------------------------ | ---------------- | ------- |
| 4 листопада 2003  | Справжній злочин: Вулиці Лос-Анджелеса           | Додаткові голоси | [ 13 ]  |
| 16 жовтня 2005    | Юні Титани                                       | Хлопчик-звір     | [ 10 ]  |
| 17 липня 2007     | Hot Shots Теніс                                  | Коді             | [ 10 ]  |
| 28 жовтня 2008    | Бен 10: Інопланетна сила                         | Кевін Левін      | [ 10 ]  |
| 28 жовтня 2009    | Ben 10 Alien Force: Vilgax Attacks               | Кевін Левін      | [ 10 ]  |
| 5 жовтня 2010     | Ben 10 Ultimate Alien: Cosmic Destruction        | Кевін Левін      | [ 10 ]  |
| 18 жовтня 2011    | Бен 10: Галактичні гонки                         | Кевін Левін      | [ 10 ]  |
| 22 жовтня 2013    | Підлітки мутанти ніндзя черепашки                | Мікеланджело     | [ 10 ]  |
| 11 листопада 2014 | Teenage Mutant Ninja Turtles: Danger of the Ooze | Мікеланджело     | [ 10 ]  |
| 6 січня 2016      | Teenage Mutant Ninja Turtles: Portal Power       | Мікеланджело     | [ 10 ]  |
| 16 жовтня 2018    | Суперлиходії Lego DC                             | Хлопчик-звір     | [ 14 ]  |
| 9 жовтня 2020     | Ben 10: Power Trip                               | Кевін Левін      |         |
| 21 січня 2022     | Екстремальний теніс Nickelodeon                  | Мікеланджело     | [ 10 ]  |

### Акторські ролі

#### Фільми
| Рік  | Серія                                       | Роль                  | Джерело |
| ---- | ------------------------------------------- | --------------------- | ------- |
| 2004 | Клуб Дрід                                   | Тревор                | Резюме  |
| 2004 | Кільце Темряви                              | Гордо                 | IMDb    |
| 2005 | Стрес, оргазм і порятунок                   | вода                  | Резюме  |
| 2005 | Кеті Т                                      | Кертіс                | Резюме  |
| 2006 | Посібник для хлопчиків і дівчаток зі спуску | П'яний водій          | Резюме  |
| 2006 | Саймон каже                                 | Зак                   | Резюме  |
| 2006 | Джон Такер повинен померти                  | Хлопець на вечірці №4 | Резюме  |
| 2006 | National Lampoon's Pledge This!             | Рід                   | Резюме  |
| 2007 | Супергатор                                  | Шон                   | Резюме  |
| 2008 | Фільм Цибуля                                | Хіпі-дипломант        | Резюме  |
| 2008 | Killer Pad                                  | Венс                  | Резюме  |
| 2009 | Форсаж                                      | Дуайт Мюллер          | Резюме  |
| 2011 | Мерзенний                                   | Сем                   | Резюме  |
| 2015 | Вилучено з друзів                           | Гавкіт собаки         |         |

#### Телебачення
| Рік            | Серіал                      | Роль              | Примітки                                                              | Джерело |
| -------------- | --------------------------- | ----------------- | --------------------------------------------------------------------- | ------- |
| 2002           | MDs                         | Таннер            | Повторювана роль, 10 епізодів                                         | Резюме  |
| 2003           | Дівчата Гілмор              | Бреннон Льюїс     | Епізод «Велика ніч Теда Коппела»                                      | Резюме  |
| 2003           | Миротворці                  | Вілл Джонстон     | Повторювана роль                                                      | Резюме  |
| 2004           | Дедвуд                      | Майлз Андерсон    | Епізоди: «Bullock Returns to the Camp» і «Suffer the Little Children» | Резюме  |
| 1999           | Один на один                | Масло / Джессі    | 8 серій                                                               | Резюме  |
| 2005 – 07      | Та, що говорить з привидами | Джеймі Бартон     | Епізоди: «The Crossing», «Love Still Won't Die» і «The Gathering»     | Резюме  |
| 6 грудня 2006  | Двадцять чотири сьомий      | Грег              | Реаліті-серіал, як і він сам, учасник акторського складу              | [ 15 ]  |
| 2006           | Холодна справа              | Грег Уеллс        | Епізод: «Врятувати Семмі»                                             | Резюме  |
| 2007           | Рейнс                       | Мисливець         | Епізод: "Stone Dead"                                                  | Резюме  |
| 2007           | House MD                    | Продавець очерету | Епізод: " Сім'я "                                                     | Резюме  |
| 2007           | Без сліду                   | Вейн              | Епізод: "Нас двоє"                                                    | Резюме  |
| 2009           | Нічні казки: серіал         | Серфер            | Епізод: "Trapped"                                                     | Резюме  |
| 25 червня 2009 | Саманта Хто?                | Вуличний музикант | Епізод: "Рок-зірка"                                                   | Резюме  |
| 2010 – 18      | Середина                    | Чак               | Повторювана роль (13 епізодів)                                        |         |
| 2010           | Справжня кров               | Буфорт Норріс     | Епізоди: «Ніч на сонці», «Зло йде»                                    | Резюме  |